# Santino (chimpanzé)
Pour les articles homonymes, voir Santino.
Santino, né le 20 avril 1978 et mort le 14 décembre 2022, est un chimpanzé mâle qui vécut en captivité au zoo de Furuvik, en Suède. En mars 2009, il est rapporté que Santino avait planifié des centaines d'attaques à coups de pierres contre les visiteurs du zoo.
Il est abattu par balles en décembre 2022 lors d'une tentative d'évasion avec d'autres chimpanzés.

## Biographie
En 2009, les gardiens du zoo remarquent que Santino constituait un grand stock de pierres dans les douves autour de son enclos et que le chimpanzé avait même brisé des morceaux de béton pour en faire des disques.
Ces tas de pierres ne se situaient que sur la partie de son île faisant face à la foule. Le Dr Mathias Osvath (d), zoologiste cognitif de l'université de Lund, et Elin Karvonen (d) étudient le phénomène et suggèrent que le comportement de Santino démontre que la planification et la tromperie préméditée ne sont pas des caractéristiques spécifiquement humaines,.
Pour contrôler son comportement et maintenir ses niveaux d'hormones à un niveau bas, les gardiens du zoo décident de castrer Santino. Par la suite, il devient plus joueur et prend du poids.
Santino est abattu en décembre 2022 après s'être échappé de son enclos avec d'autres chimpanzés du zoo, puis il meurt des suites de ses blessures,.